# Томша (приток Белого Луха)
Томша — река в России, протекает в Макарьевском районе Костромской области. Правый приток Белого Луха.

## География
Река Томша берёт начало в болотах западнее деревни Нестерово. Течёт на юго-запад через сосновые леса. Устье реки находится в 37 км по правому берегу реки Белый Лух. Длина реки составляет 18 км.

## Данные водного реестра
По данным государственного водного реестра России относится к Верхневолжскому бассейновому округу, водохозяйственный участок реки — Унжа от истока и до устья, речной подбассейн реки — Бассей притоков Волги ниже Рыбинского водохранилища до впадения Оки. Речной бассейн реки — (Верхняя) Волга до Куйбышевского водохранилища (без бассейна Оки).
По данным геоинформационной системы водохозяйственного районирования территории РФ, подготовленной Федеральным агентством водных ресурсов:
- Код водного объекта в государственном водном реестре — 08010300312110000016706
- Код по гидрологической изученности (ГИ) — 110001670
- Код бассейна — 08.01.03.003
- Номер тома по ГИ — 10
- Выпуск по ГИ — 0